# ماكسيم كوزمين
ماكسيم كوزمين (الروسية: Кузьмин, Максим Александрович) (1 يونيو 1996 بسامارا في روسيا - ) هو لاعب كرة قدم روسي في مركز الوسط. لعب مع دينامو موسكو.

## وصلات خارجية
- ماكسيم كوزمين على موقع قاعدة بيانات كرة القدم.إي يو (الإنجليزية)
- ماكسيم كوزمين على موقع Soccerway.com (الإنجليزية)
- ماكسيم كوزمين على موقع عالم كرة القدم.نت (الإنجليزية)